# NGC 1486
NGC 1486 est une galaxie spirale située dans la constellation de l'Éridan. NGC 1486 a été découverte par l'astronome américain Francis Leavenworth en 1886.

## Caractéristiques
Sa vitesse par rapport au fond diffus cosmologique est de 7 337 ± 12 km/s, ce qui correspond à une distance de Hubble de 108,2 ± 7,6 Mpc (∼353 millions d'al).
À ce jour, trois mesures non basées sur le décalage vers le rouge (redshift) donnent une distance de 107,667 ± 9,866 Mpc (∼351 millions d'al), ce qui est à l'intérieur des valeurs de la distance de Hubble.
La classe de luminosité de NGC 1486 est II-III.